# Dostyk
Dostyk (en kazajo: Достық: Dostyq) o Druzhba (en ruso: Дружба) es una ciudad pequeña en Kazajistán (provincia de Jetisu), en la frontera con Sinkiang, China. Es un puerto  de entrada (por carretera y ferrocarril) desde China. La vías estación de ferrocarriles sirve como un enlace importante en la Nueva Ruta de la Seda. Está situado en la Puerta de Zungaria, un histórico paso de montaña.

## Ferrocarriles
El acuerdo entre la Unión soviética y la República Popular China para conectar Kazajistán con China Occidental a través de ferrocarril fue alcanzado en 1954. En el lado soviético, el ferrocarril llegó a la ciudad fronteriza de Druzhba (Dostyk) (cuyos nombres, ambos rusos y kazajos, significan 'amistad' en cada lengua respectiva) en 1959. En el lado chino, aun así, la construcción hacia el oeste del ferrocarril Lanxin fue paralizado una vez llegó a Urumchi en 1962. Debido a la ruptura sino-soviética, la ciudad fronteriza quedó olvidada por unos 30 años, hasta que el enlace de ferrocarril fue finalmente completado el 12 de septiembre de 1990.
El puerto de la entrada en el lado chino es Alashankou.
Hay un cambio de ejes de vía para facilitar el movimiento de carga y de pasajeros.

## Ancho de vía uniforme
Las redes de ferrocarril de los dos países utilizan diferentes ejes de vía (China, como  la mayoría de Europa, utiliza el ancho estándar de 1,435 mm, pero Kazajistán utiliza el eje más ancho de 1,520 mm, así que hay cambiador de ancho. Hay propuesto un proyecto para construir un eje de ancho estándar del Ferrocarril Transcontinental para enlazar Europa y China sin dos cambios de ancho. Este proyecto fue firmado en 2004.
Hay otro proyecto para poner fin al cambio de ancho en la línea de Gorgán en Irán.